# Pedro Corona
Pedro Próspero Corona Bozzo (1 de mayo de 1935) es un contador auditor, académico, dirigente gremial y empresario chileno, expresidente de la Asociación de AFP y de la Cámara Nacional de Comercio, Servicios y Turismo (CNC) de su país.
Se formó contador auditor y licenciado en ciencias económicas y administrativas en la Universidad de Chile de la capital.
Cumplió labores profesionales durante la dictadura militar en la estatal Codelco-Chile, empresa a la que renunció en 1986 cuando ejercía como vicepresidente de finanzas y ventas.
En 1988 asumió como presidente de AFP Cuprum, cargo en el que permaneció hasta mediados de 2006. En paralelo a esta responsabilidad ejerció, por tres periodos (1994-1999) como presidente de la entidad que agrupa a las administradoras de fondos de pensiones locales. Desde esa posición creó la Federación Internacional de Administradora de Pensiones (FIAP), de la cual también fue su presidente.
De 2004 a 2008 cumplió funciones como presidente de la principal organización gremial minorista de Chile, la CNC. Entre 2012 y 2015 fue su tesorero. Este último año desistió a última hora de participar en la elección que buscaba definir al líder de la entidad para el periodo 2015-2017, la cual arrojó como ganador a Ricardo Mewes.
Como académico destaca su paso por las aulas de la Universidad de Chile y la Universidad Diego Portales.